# Herbert Hainer
Herbert Hainer (Dornwang, 3 luglio 1954) è un dirigente d'azienda tedesco.
Dal 2001 al 2016 è stato CEO di Adidas AG. Il 15 novembre 2019 è stato eletto presidente del Fußball-Club Bayern München, succedendo a Uli Hoeneß. 

## Biografia
Prima di studiare economia aziendale presso l'Università di scienze applicate di Landshut, ha lavorato nella macelleria di famiglia.  Ha completato gli studi con una laurea in economia aziendale e poi ha aperto un bar. Il suo sogno era diventare un calciatore professionista. Entrò a far parte del FC Ottering, che giunse al primo turno della Coppa DFB. Quando Hainer si rese conto che non sarebbe stato in grado di raggiungere il suo obiettivo di giocare nel calcio professionistico, divenne Marketing Manager per la Germania presso il gruppo di beni di consumo Procter & Gamble nel 1979. Nel 1987 è passato al produttore di articoli sportivi Adidas e ha ricoperto diverse posizioni di responsabilità prima di essere nominato CEO nel marzo 2001. 
Dal 2001 al 2016, Herbert Hainer è stato presidente del consiglio di amministrazione di Adidas AG a Herzogenaurach, il secondo produttore di articoli sportivi al mondo con 110 filiali. Con oltre 55.000 dipendenti in tutto il mondo, il gruppo ha generato un fatturato di circa 16,9 miliardi di Euro nel 2015. In Adidas ha iniziato come responsabile delle vendite di borse, racchette e palloni. Dopo diversi incarichi intermedi come direttore delle vendite per la Germania, è entrato nel consiglio di amministrazione della società nel 1997 come CEO. Dal 14 marzo 2014 all'8 settembre 2014 è stato presidente del consiglio di amministrazione dell'FC Bayern München AG dopo che il suo amico,  Uli Hoeneß, si è dimesso dal suo incarico. 
Herbert Hainer è membro dei consigli di sorveglianza di Bayerische Versicherungsbank, Lufthansa e del consiglio di amministrazione di Accenture. Fino al 2011 è stato anche nel consiglio di sorveglianza di Engelhorn. È anche presidente del consiglio di sorveglianza dell'FC Bayern München AG. 
All'inizio del 2016 venne annunciato che Hainer, il 30 settembre 2016, si sarebbe dimesso prematuramente dal suo mandato nel consiglio di amministrazione di Adidas AG e il capo uscente di Henkel, Kasper Rorsted, sarebbe diventato il nuovo CEO.    
Il 29 agosto 2019, Uli Hoeneß ha annunciato che non si sarebbe più candidato alla presidenza del Fußball-Club Bayern München nel novembre dello stesso anno. Il consiglio di amministrazione del club ha deciso all'unanimità, dopo una discussione dettagliata, di proporre Herbert Hainer come candidato alla carica di presidente ai membri del club. All'assemblea generale annuale del 15 novembre 2019 è stato eletto nuovo presidente con 6.091 voti favorevoli, 79 contrari e 36 astenuti. 

## Vita privata
Hainer è sposato e ha una figlia. Una seconda figlia è morta nel 2006. Suo fratello Walter Hainer era un calciatore professionista al TSV 1860 Monaco, per il quale ha giocato tre partite di Bundesliga. 

## Onorificenze
- Premio Bambi 2003 nel campo degli affari
- Imprenditore dell'anno 2005
- 2006 Image Award
- 2008 Croce al merito federale su nastro
- Manager dell'anno 2010 (Manager-Magazin)
- 2011 Ordine al merito bavarese